# Walter Lini
Walter Lini (1942 - 21 de fevereiro de 1999) foi um político de Vanuatu, tendo sido o primeiro chefe de governo do seu país, de 1979 a 1991.
Foi pastor anglicano e o primeiro a ocupar o posto de primeiro-ministro de Vanuatu. Nasceu na ilha de Pentecostes. Durante a época em que Vanuatu era um condomínio controlado por Reino Unido e França, Lini formou o Vanua'aku Pati, apoiado principalmente pelos anglófonos. Converteu-se em ministro chefe (Chief Minister) da colónia em 1979 e chegou a primeiro-ministro com a independência de Vanuatu em 1980.
A administração de Lini foi muito controversa devido aos laços com o bloco comunista, a Líbia e outros países socialistas que os Estados Unidos e a Europa Ocidental receavam, e pela sua firme oposição aos ensaios nucleares na região. Foi o principal defensor do socialismo melanésio. Vanuatu ofereceu apoio ao movimento indígena de libertação kanako na Nova Caledónia, e foi o único país da região a apoiar os direitos de autodeterminação de Timor-Leste, então sob ocupação pela Indonésia. O seu mandato terminou em 1991 devido às lutas entre fações dentro do seu próprio partido. Uniu-se ao  Partido Nacional Unido do qual era o principal dirigente no momento da sua morte. Faleceu na capital, Port Vila. Ele é irmão de Hilda Lin̄i e Ham Lin̄i o último também foi Primeiro-ministro são igualmente políticos em Vanuatu.